# Денісон (Канзас)
Денісон (англ. Denison) — місто (англ. city) в США, в окрузі Джексон штату Канзас. Населення — 146 осіб (2020).

## Географія
Денісон розташований за координатами 39°23′38″ пн. ш. 95°37′42″ зх. д. / 39.39389° пн. ш. 95.62833° зх. д. (39.393795, -95.628451).  За даними Бюро перепису населення США в 2010 році місто мало площу 0,29 км², уся площа — суходіл.

## Демографія
Згідно з переписом 2010 року, у місті мешкало 187 осіб у 76 домогосподарствах у складі 50 родин. Густота населення становила 643 особи/км².  Було 87 помешкань (299/км²).
Расовий склад населення:
| - 96,3 % — білих - 0,5 % — корінних американців |

До двох чи більше рас належало 3,2 %. Частка іспаномовних становила 1,1 % від усіх жителів.
За віковим діапазоном населення розподілялося таким чином: 27,8 % — особи молодші 18 років, 59,9 % — особи у віці 18—64 років, 12,3 % — особи у віці 65 років та старші. Медіана віку мешканця становила 31,8 року. На 100 осіб жіночої статі у місті припадало 87,0 чоловіків;  на 100 жінок у віці від 18 років та старших — 98,5 чоловіків також старших 18 років.
Середній дохід на одне домашнє господарство  становив 47 609 доларів США (медіана — 38 333), а середній дохід на одну сім'ю — 52 964 долари (медіана — 47 500). За межею бідності перебувало 13,1 % осіб, у тому числі 17,2 % дітей у віці до 18 років та 0,0 % осіб у віці 65 років та старших.
Цивільне працевлаштоване населення становило 71 осіб. Основні галузі зайнятості: виробництво — 23,9 %, освіта, охорона здоров'я та соціальна допомога — 21,1 %, роздрібна торгівля — 8,5 %, науковці, спеціалісти, менеджери — 8,5 %.